# 이현정 (희극인)
이현정(한국 한자: 李炫姃, 1987년 9월 30일~)은 대한민국의 희극인이다. 과거에는 SBS 개그투나잇, 웃찾사에서 활동했다가, 현재는 KBS2 개그콘서트에 출연하고 있다. 주로 중년 여성 역할을 맡는다.

## 학력
- 경성대학교 연극영화학과 (졸업)

## 연기 활동

### 방송
- SBS 《웃찾사》
  - 〈강남 엄마〉
- SBS 《개그투나잇》
- KBS 《개그콘서트》
  - 〈달라스〉
  - 〈가장자리〉이승윤의 부인 역
  - 〈명인본색〉일식집 사장님 스시코 역
  - 〈불량엄마〉죄수 (현철이 어머니) 역
  - 〈횃불 투게더〉가게 주인 역
  - 〈리액션 야구단〉일반엄마와 드라마 엄마
  - 〈웰컴 투 코리아〉
  - 〈가족같은〉김준호의 며느리이자 송영길의 엄마 역
  - 〈남량특집〉민박집 주인 역
  - 〈이럴 줄 알고〉김준호의 부인 역
  - 〈님은 딴 곳에〉
  - 〈나가거든〉홍현호의 누나 역
  - 〈다시보기〉
  - 〈억울한 영길씨〉
  - 〈핵갈린 늬우스〉리점례 역
  - 〈대통형〉기획재정부장관(경리 누나) 역
  - 〈돌아가〉이상훈의 어머니 역
  - 〈고성방가〉임종혁의 어머니 역
  - 〈힘을 내요! 슈퍼 뚱맨〉
  - 〈아무말 대잔치〉
  - 〈명훈아 명훈아 명훈아〉
  - 〈별별별〉배우 역
  - 〈ZOO스 와이드〉
  - 〈4인4색 Ver 1.1〉상담원 2 역
  - 〈이런 사이다〉
  - 〈주간 박성광〉
  - 〈마이 펫〉
  - <심곡파출소> 미용실 사장 주라 역

### 영화
- 2009년 《바람》 딸기 역

### 드라마
- 2021년 <오! 주인님> 배광자 역
- 2022년 <춘정지란> 앵두 역

## 예능
- MBC 에브리원 《비디오스타》

## 광고
| 연도   | 광고주     | 제품명            |
| ------ | ---------- | ----------------- |
| 2017년 | 지앤푸드   | 굽네치킨 볼케이노 |
| 2020년 | 농협목우촌 | 또래오래치킨      |

## 공연
- 대박극장
- 그놈은 예뻤다
- 잇츠홈쇼핑주식회사
- 오백에삼십

## 유행어
- 서방님~~(가장자리)
- ○○이 약해소~!(명인본색)
- 잘~만들었네..(불량엄마)
- 오랜만이네요~ 여왕벌이!(불량엄마)
- 나의 님은 어디에? 빙고~!(님은 딴곳에)
- 여기에 있는 00 먹어도 될까요?(님은 딴곳에)
- 이 남자 뭐야~(님은 딴곳에)
- 어머 취한다(님은 딴곳에)
- 그만! 그만! 그만! 드디어 선택의 순간이 왔어요!(님은 딴곳에)
- 사퇴하세요!(대통형)(원래는 이은재에서 유래되었다.)
- 안녕하세요~(돌아가)
- 리~점례다!(핵갈린 늬우스)
- 바로!~ 접네다!(핵갈린 늬우스)
- 속고!(고성방가)
- 명훈아.(명훈아 명훈아 명훈아)
- 응. (명훈아 명훈아 명훈아)
- 명훈이 너 혼날래?(명훈아 명훈아 명훈아)

## 수상
- 2015년 제23회 대한민국문화연예대상 개그맨 신인상
- 2015년 KBS 연예대상 코미디부문 여자 신인상
- 2016년 KBS 연예대상 코미디부문 여자 우수상
- 2018년 KBS 연예대상 코미디부문 최우수코너상
- 2019년 KBS 연예대상 코미디부문 최우수 아이디어상